# 2457 Rublyov
2457 Rublyov eller 1975 TU2 är en asteroid i huvudbältet som upptäcktes den 3 oktober 1975 av den ryska astronomen Ljudmila Tjernych vid Krims astrofysiska observatorium på Krim. Den har fått sitt namn efter Andrej Rubljov.
Asteroiden har en diameter på ungefär 14 kilometer.